# Apodopsyllus melitae
Apodopsyllus melitae is een eenoogkreeftjessoort uit de familie van de Paramesochridae. De wetenschappelijke naam van de soort is voor het eerst geldig gepubliceerd in 1992 door Kunz.